# 대구지방법원 경주지원
대구지방법원 경주지원(大邱地方法院慶州支院)은 대구지방검찰청 경주지청에 대응하여, 경상북도 경주시 일대에 국가사법업무를 담당하기 위해 설립된 대한민국의 대법원, 대구고등법원, 대구지방법원 소속기관이다. 경상북도 경주시 화랑로 89 (동부동 203)에 위치하고 있다.

## 관할 구역
- 재판관할구역: 경주시
- 등기관할구역: 경주시
- 즉결관할구역: 경주시

## 역대 지원장
| 순번 | 이름   | 임기                               |
| ---- | ------ | ---------------------------------- |
| 1대  | 김용섭 | 1948년 12월 22일 ~ 1960년 1월 19일 |
| 2대  | 안종식 | 1960년 1월 20일 ~ 1961년 8월 25일  |
| 3대  | 한석규 | 1961년 8월 26일 ~ 1963년 2월 27일  |
| 4대  | 서정곤 | 1963년 2월 28일 ~ 1963년 5월 8일   |
| 5대  | 유백   | 1963년 5월 9일 ~ 1964년 5월 5일    |
| 6대  | 이동균 | 1964년 5월 6일 ~ 1964년 9월 8일    |
| 7대  | 윤재창 | 1964년 10월 1일 ~ 1965년 4월 30일  |
| 8대  | 이중근 | 1965년 5월 1일 ~ 1969년 4월 6일    |
| 9대  | 이현우 | 1969년 4월 7일 ~ 1973년 3월 30일   |
| 10대 | 김완석 | 1973년 4월 1일 ~ 1977년 1월 3일    |
| 11대 | 이민수 | 1977년 1월 4일 ~ 1978년 9월 17일   |
| 12대 | 홍기주 | 1978년 9월 18일 ~ 1979년 8월 11일  |
| 13대 | 김종배 | 1979년 8월 12일 ~ 1980년 7월 31일  |
| 14대 | 오장희 | 1980년 8월 1일 ~ 1981년 8월 31일   |
| 15대 | 석용진 | 1981년 9월 1일 ~ 1983년 8월 31일   |
| 16대 | 김대진 | 1983년 9월 1일 ~ 1986년 4월 30일   |
| 17대 | 최덕수 | 1986년 5월 1일 ~ 1988년 7월 31일   |
| 18대 | 박종욱 | 1988년 8월 1일 ~ 1991년 2월 10일   |
| 19대 | 박태호 | 1991년 2월 11일 ~ 1993년 3월 1일   |
| 20대 | 김인수 | 1993년 3월 2일 ~ 1995년 2월 28일   |
| 21대 | 김진기 | 1995년 3월 1일 ~ 1996년 8월 31일   |
| 22대 | 황영목 | 1996년 9월 1일 ~ 1998년 9월 30일   |
| 23대 | 김기동 | 1998년 10월 1일 ~ 1999년 2월 28일  |
| 24대 | 이대경 | 1999년 3월 1일 ~ 2000년 2월 17일   |
| 25대 | 김광준 | 2000년 2월 28일 ~ 2002년 2월 17일  |
| 26대 | 이상선 | 2002년 2월 18일 ~ 2004년 2월 27일  |
| 27대 | 허부열 | 2004년 2월 28일 ~ 2006년 2월 17일  |
| 28대 | 김채해 | 2006년 2월 20일 ~ 2008년 2월 20일  |
| 29대 | 엄종규 | 2008년 2월 21일 ~ 2010년 2월 21일  |
| 30대 | 김성엽 | 2010년 2월 22일 ~ 2012년 2월 26일  |
| 31대 | 이윤직 | 2012년 2월 27일 ~ 2014년 2월 23일  |
| 32대 | 김현환 | 2014년 2월 24일 ~ 2016년 2월 21일  |
| 33대 | 김성열 | 2016년 2월 22일 ~ 2018년 2월 25일  |
| 34대 | 백정현 | 2018년 2월 26일 ~ 현재             |

## 조직

### 재판부
- 민사합의부
- 형사합의부
- 민사1단독
- 민사2단독
- 민사소액
- 형사1단독
- 형사2단독

### 사무부
- 사무과장
- 서무계
- 형사접수계
- 민사접수계
- 신청접수
- 경매접수/경매계
- 등기계
- 민형계
- 가사단독/가사비송
- 약식계
- 공탁/보관금
- 독촉계
- 기타집행계

## 같이 보기
- 대법원
- 대구지방법원